# Leuco (mitología)
En la mitología griega Leuco (en griego antiguo: Λεῦκος, «blanco») es el nombre de un personaje masculino con varias versiones.

### Hijo de Talos
Leuco era el hijo del broncíneo Talos de Creta e hijo adoptivo del rey Idomeneo. Siguiendo el consejo de Nauplio, sedujo a Meda, esposa de Idomeneo, que había sido convencida por Nauplio para que no permaneciera fiel a su marido, cuando el propio Idomeneo se había marchado a la guerra de Troya. Leuco acabó matando a Meda y se apoderó del reino; también mató a su hija Clisítera, a pesar de que estaba prometida a él por Idomeneo, y a los dos hijos de Meda, llamados Ificlo y Lico o Leuco. Idomeneo fue expulsado de Creta por Leuco a su regreso de Troya.

### Compañero de Odiseo
Para Homero Leuco era uno de los camaradas de armas de Odiseo que pertenecía al contigente cefaleno durante la guerra de Troya:
«Así despojó al Antémida Simoesio Ayante, descendiente de Zeus. Contra este, a su vez, Ántifo, de tornasolada coraza, el Priámida disparó entre la multitud la aguda lanza. A él le falló, pero a Leuco, valeroso compañero de Odiseo, que tiraba del cadáver en dirección opuesta, acertó en la ingle. Se desplomó sobre aquel cuerpo, y el cadáver escapó de su mano. Mucho se irritó en su ánimo Odiseo por su muerte».

### Compañero de Dioniso
Nono se inventa al aedo y citaredo lesbio Leuco, formado sin maestro, en una imitación al célebre Demódoco. Durante la campaña de Dioniso contra los indios Leuco les relata, en torno a una mesa circular, unos episodios míticos acerca de los dioses, que los sátiros, silenos y Dioniso escuchaban mientras disfrutaban del vino. Leuco cantaba acerca de la batalla de los titanes contra Zeus y de cómo Afrodita compitió contra Atenea en las labores del telar.

### Padre de Leucosia
Leucosia, una de las sirenas y hermana de Parténope, está enterrada en el santuario de Poseidón. Se la llama Leucosia («blanca») porque tiene las orejas blancas o porque es la hija de un tal Leuco.